# Емден
Емден (њем. Emden) град је и лука у њемачкој савезној држави Доња Саксонија. Главни град је Источне Фризије и лежи на реци Емс.

### Историја
Постоји бар од 8. века. Градске привилегије добио је 1495. од цара Максимилијана II. Захваљујући великом приливу холанских имиграната град је постао веома богат у 17. веку. Емден је 1744. анектирала Прусија.
Фридрих II Велики дао је 1752. права Емденској компанији да тргује са Кантоном. Французи су 1757. за време Седмогодишњега рата заузели Емден, што је упропастило Емденску компанију. Током 1758. енглеско-немачке снаге вратиле су контролу над градом, који су Британци онда користили као главну базу за снабдевање приликом рата у Вестфалији. Крајем 19. века изграђен је канал Дортмунд-Емс, што је Емс повезало са Рурском облашћу. Емден је постао главна лука за Рур, све до 1970. Угаљ се транспортовао према северу, а гвоздена рудача на југ. Последњи тегљач са гвозденоим рудом поринут је 1986.

### Географски и демографски подаци
Град се налази на надморској висини од 1 метара. Површина општине износи 112,4 km². У самом граду је, према процјени из 2010. године, живјело 51.562 становника. Просјечна густина становништва износи 459 становника/km². Посједује регионалну шифру (AGS) 3402000.

## Међународна сарадња
| Мјесто     | Држава               | Врста сарадње | Од    |
| ---------- | -------------------- | ------------- | ----- |
| Архангелск | Русија               | партнерство   | 1989. |
| Хилинг     | Уједињено Краљевство | партнерство   | 1961. |
| Извор      |                      |               |       |

## Галерија
- Емден око 1575. године
- Почетак А31, излаз Емден-Запад